# Deutschenfeindlichkeit (Begriff)

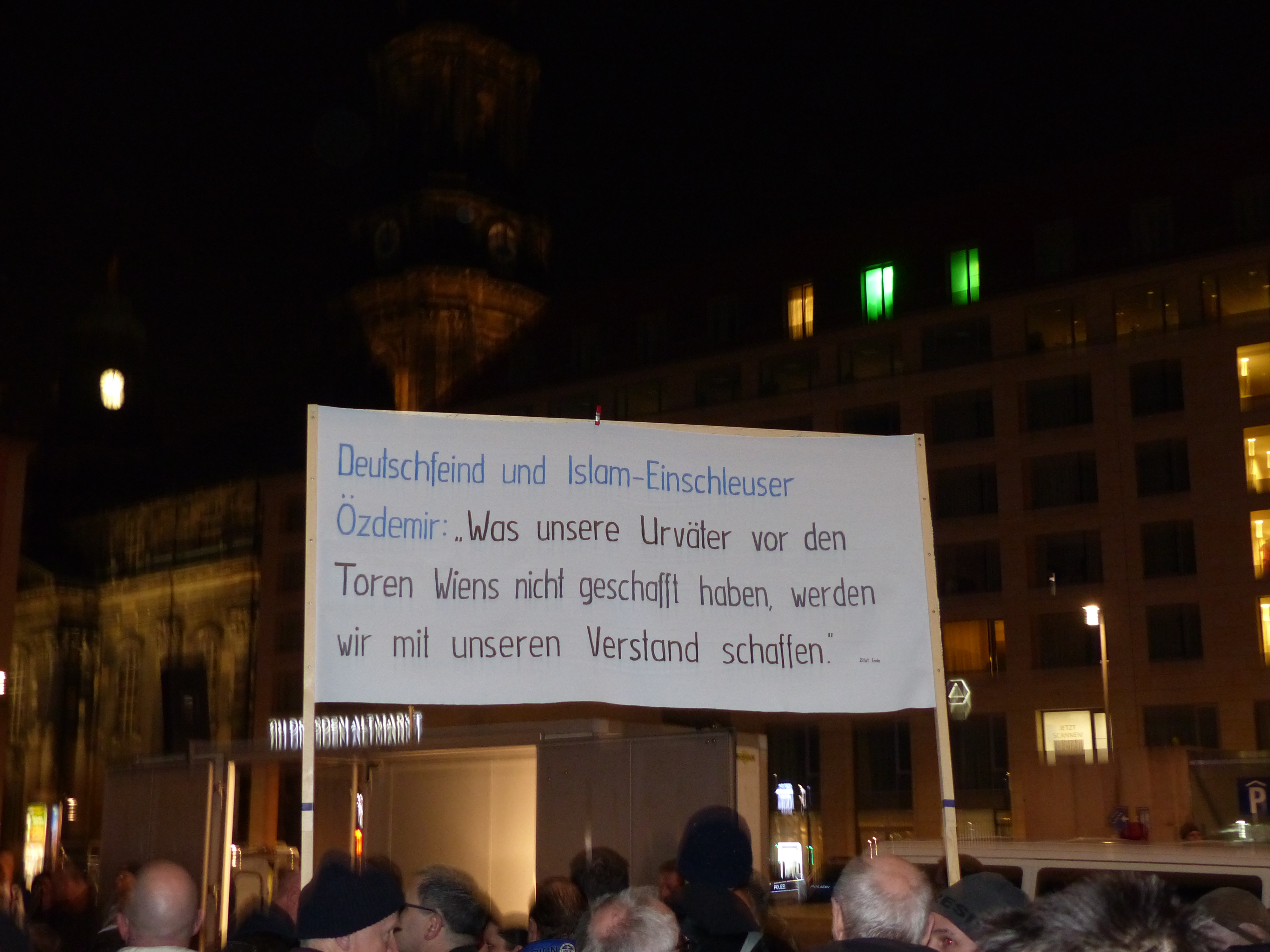
Pegida-Transparent mit Bezug auf „Deutschfeind und Islam-Einschleuser“ Cem Özdemir, der hier mit einem falschen Zitat dargestellt wird, das zuerst in der türkischen Zeitung Hürriyet veröffentlicht wurde. (Dresden 2015)

Deutschenfeindlichkeit im Sinne eines politischen Schlagworts beschreibt die Suggestion, dass ein bestimmtes Verhalten minoritärer migrantischer Gesellschaftsteile auf Feindschaft und Rassismus gegenüber der deutschen Mehrheit beruhe. Im politischen Gebrauch wird es vor allem von rechtskonservativen und rechtsextremen Kreisen genutzt.

## Geschichte des Begriffs
Lange Zeit war der Begriff Deutschenfeindlichkeit im rechtsextremistischen Diskurs auf Seiten der anderen europäischen Großmächte wie Frankreich und dem Vereinigten Königreich, später auch den Vereinigten Staaten verortet. Ziel der ‚Deutschfeindlichkeit‘ war in diesem Narrativ das Deutsche Reich ab seiner Gründung 1871, sie äußerte sich demnach in einer unterschwelligen Feindseligkeit gegen Deutsche. Ein Artikel in der Zeitschrift Die Friedens-Warte kritisierte 1912 das „Brandmal ‚Deutschenfeindlichkeit‘“, das dem damaligen amerikanischen Präsidenten William Howard Taft „aufgedrückt“ worden sei, als „gehässig“.
Nach dem Zweiten Weltkrieg verschob sich die Bedeutung hin zu einer revisionistischen und antisemitischen Bedeutung. Gustav Sichelschmidt, Historiker und Autor der National-Zeitung, bescheinigte 1992 der ‚Deutschenfeindlichkeit‘ „eine unvergleichlich höhere Effizienz […] als etwa dem Antisemitismus“ und machte sie für zahlreiche Pogrome an Deutschen und beide Weltkriege verantwortlich. In den letzten Jahren erlebte der Begriff eine erneute Verschiebung in den Kontext antimuslimischen Rassismus.
Seit einigen Jahren (Stand: 2019) benutzen populistische und rechtsextremistische Gruppen den Begriff mit den Synonymen Deutschfeindlichkeit, Deutschenhass, Antigermanismus, Teutophobie und Antideutschtum, um ‚echte‘ Deutsche als Opfer muslimischer Migranten und ihrer Nachkommen zu stilisieren und damit ihren eigenen Rassismus als Selbstverteidigung zu legitimieren. Voraussetzung für diese Perspektive ist ein völkisches Verständnis von Staatsbürgerschaft. Die Mitverantwortung für dieses Phänomen wird „Gutmenschen“ und der politischen Linken zugeschoben, der eine „Nationalneurose“ durch die alliierte Kriegspropaganda aus zwei Weltkriegen zugesprochen wird. Diese Sicht entbehrt aus zwei Gründen der Grundlage: Erstens ergibt sich bei genauer Betrachtung der gesellschaftlichen Machtverhältnisse und der damit einhergehenden Privilegien kein Anhaltspunkt für eine Verschiebung des rassistischen Diskurses. Dem institutionalisierten Racial Profiling sind Weiße nicht ausgesetzt. Sie werden ebenfalls nicht auf Grund ihres Namens ausgegrenzt, wohingegen etwa Personen mit türkischen Familiennamen signifikant mehr Bewerbungen schreiben müssen, um zum Vorstellungsgespräch eingeladen zu werden. Zweitens gehört zur Definition des Rassismus die Abwertung auf Grund eines von der Mehrheit als fremd wahrgenommenen Verhaltens oder Aussehens wie Sprache, Herkunft, Hautfarbe, Religion oder zugeschriebene „Kultur“, womit sich der Mythos des umgekehrten Rassismus bereits vom Prinzip her nicht halten lässt.
Im 2020 erschienenen Bericht „Politisch motivierte Kriminalität im Jahr 2019“ des Bundeskriminalamtes wurde das Themenfeld Deutschfeindlichkeit eingeführt, was von Teilen der Presse kritisiert und als gefährlich eingeschätzt wurde. Die Einführung des Begriffs ging auf eine Initiative des Bundeslands Mecklenburg-Vorpommern im Jahr 2018 zurück.

## Grundbehauptungen
Die unterschiedlichen rechtsextremen Strömungen stimmen in ihrer Definition der Deutschenfeindlichkeit überein. Sowohl neonazistische, neurechte als auch rechtspopulistische Kreise sehen Deutsche als Opfer in- und ausländischer Aggression. Sie finden sie hauptsächlich in zwei Bereichen:
1. Diskriminierungen und gewalttätige Übergriffe von Jugendlichen oder Erwachsenen mit Migrationshintergrund gegen bewusst ausgesuchte „deutsche Opfer“
2. Schulen in Großstädten und Problembezirken, in denen Deutsche aus Deutschenhass bedroht, bespuckt und geschlagen würden.[20]

Meldungen dieser Art finden sich vor allem in Publikationen wie der Jungen Freiheit und Deutschen Stimme. Der Deutschenhass beginne in der Schulkantine, in der nicht mehr täglich Schweinefleisch angeboten werde, und zeige sich etwa darin, dass deutsche Schüler nicht in Sportmannschaften gewählt würden.
Die Argumentation führt entlang einer rassistischen, pauschalisierenden und islamophoben Grundlinie, in der Zuwanderung und „Überfremdung“ als Hauptursache definiert werden. Dies korreliert nicht nur mit dem Erscheinen von Thilo Sarrazins Buch Deutschland schafft sich ab, sondern auch mit der Behauptung des Lehrerverbandspräsidenten Josef Kraus, dass Muslime sich generell nicht integrierten, sondern aggressiv gegen deutsche Mitschüler profilierten. Götz Kubitschek behauptete, dass diese sogar in Banden „inländerfreie Zonen“ schaffen und eine „Schulhof-Scharia“ anwenden würden. Die Folge dieser „ethnischen Brückenköpfe“ sei insgesamt eine schleichende Landnahme und Islamisierung. Zugrunde liegt dieser Argumentation auch die kulturalistische Perspektive, dass Muslime keine Deutschen sein könnten, wiewohl die Hälfte der etwa 5 % Muslime in Deutschland die deutsche Staatsangehörigkeit besitzt.
Zum rechtsextremen Narrativ gehört einerseits die Behauptung, dass der Staat, die Behörden, Medien und die „Gutmenschenmafia“ die angeblich zunehmende Gewalt gegen Deutsche bewusst decken und dass andererseits Einwanderer institutionalisiert bevorzugt würden, obwohl sie gar nicht integrationswillig seien. Durch Ausländer verübte Taten würden durch Politik und Medien verschleiert und verschwiegen. Dieses Erzählmuster nimmt eine Täter-Opfer-Umkehr vor, da seit der Wiedervereinigung bereits mehrere hundert Menschen durch Rechtsextreme getötet wurden, wozu auch die NSU-Mordserie mit zehn Opfern zählt.
2000 verwendete Josef Schüßlburner den Begriff Deutschenfeindlichkeit – in Anlehnung an Ausländerfeindlichkeit – und behauptete, ersterer werde von den Behörden im Gegensatz zu letzterem nicht als verfassungsfeindlich betrachtet. 2006 schrieb die extrem rechte Seite Nonkonformist: „Seit Jahren schon warnen nationale Kreise vor einer zunehmenden Deutschenfeindlichkeit und einer Ghettoisierung von Gegenden wie etwa Berlin-Kreuzberg, Berlin-Neukölln,  oder Duisburg-Marxloh“. Größere Rezeption erfuhr 2008 ein Artikel der Bürger in Wut auf dem Blog Politically Incorrect, in dem ein Gesetz gegen „deutschfeindliche“ Äußerungen verlangt wurde. Henry Nitzsche, der zwei Jahre zuvor aus der CDU ausgetreten war, unterstützte diese Forderung und die, „endlich vom Schuldkult runterzukommen“. Jan Sturm (NPD) griff 2007 und 2013 erneut das Thema vom Rassismus gegen Deutsche auf. 2013 erschien von Akif Pirinçci eine Polemik namens Das Schlachten hat begonnen auf dem Blog Achse des Guten, der die tödliche Gewalttat in Kirchweyhe als Aufhänger nutzte und dem Begriff und seinem Narrativ in rechtsextremistischen Kreisen Authentizität verlieh. Durch seinen verschwörerischen Duktus eines bewusst geheimgehaltenen „schleichenden Genozids“ an Deutschen durch Muslime entwickelte er sich zu einer Grundlage rechtsextremistischer Argumentation. Der Wahrheitsgehalt dieser Verschwörung ist weniger relevant als die Gleichsetzung der „Deutschenfeindlichkeit“ mit Volksverhetzung – also Rassismus – oder sogar Genozid, insbesondere, da der § 130 StGB begründet und mit Blick auf die deutsche Geschichte Minderheiten schützt und nicht die Mehrheit der Bevölkerung. 2014 startete Dieter Stein in der Jungen Freiheit eine Kampagne gegen „Ausländerkriminalität“ und „Deutschenfeindlichkeit“ und bekundete: „Ein Tabu in Medien und Politik sind deutschenfeindliche Gewalttaten: ob sexuelle Übergriffe, Vergewaltigungen oder wenn sich eine Horde halbstarker ›Südländer‹ im U-Bahnhof aus Haß eine ›deutsche Kartoffel‹ aussucht, um sie ins Koma zu prügeln“. Die AfD-Bürgerschafts- bzw. -Landtagsfraktionen in Hamburg und Mecklenburg-Vorpommern wandten sich 2016 und 2017 wieder dem § 130 zu und beantragten, Diffamierungen gegen das ‚deutsche Volk‘ darin aufzuführen. Ralph Weber (AfD) forderte in seinem Antrag im Schweriner Landtag „Deutschenfeindlichkeit bekämpfen“, dass im § 130 mit „derselben Messlatte“ gemessen werde wie bei Äußerungen gegen andere Teile der Bevölkerung, und beklagte gleichzeitig einen „geistigen Meinungskampf“, der sich in diesem Paragraphen hauptsächlich gegen die AfD und Gleichgesinnte richte. 2018 stieß die AfD-Fraktion unter Jens Maier im Bundestag in die gleiche Richtung vor.

## Im hegemonialen Diskurs
Der ursprünglich im rechtspopulistischen Milieu genutzte Begriff Deutschenfeindlichkeit wurde nach einer medial breit rezipierten Tagung der Gewerkschaft Erziehung und Wissenschaft (GEW) in Berlin im Oktober 2010 unter dem Titel „Der Streit um die sogenannte Deutschenfeindlichkeit“ in einem breiteren gesellschaftlichen Diskurs unkritisch übernommen und reproduziert. Bereits 2009 war in der Mitgliedszeitschrift der GEW ein umstrittener Artikel über vermehrtes Mobbing „deutscher“ Schüler durch solche mit Migrationshintergrund erschienen. Obwohl die Tagung sich gegen die Weiterverwendung des Begriffes Deutschenfeindlichkeit entschied, wurde er von Politik und Medien aufgenommen, so in der Frankfurter Allgemeinen Zeitung (FAZ) und insbesondere durch die damalige Bundesfamilienministerin Kristina Schröder (CDU). Sie forcierte das Thema und bezeichnete Deutschenfeindlichkeit als Rassismus. Allerdings ist laut Soziologin Maisha-Maureen Auma „Rassismus […] kein individuelles Vorurteil, sondern […] ein Ausdruck gesellschaftlicher Machtbeziehungen.“ Bereits zwei Jahre zuvor, als hessische Bundestagsabgeordnete, hatte Schröder auf ihrer Website Artikel von Politcally Incorrect und Junger Freiheit verlinkt und vor einer Zunahme von „Deutschenfeindlichkeit“ gewarnt. Sie berief sich dabei auf eine Studie des Kriminologen Christian Pfeiffer, der sich jedoch in mehreren Interviews von dieser Interpretation distanzierte. 2012 erschien das Buch Neukölln ist überall des Neuköllner Bürgermeisters Heinz Buschkowsky (SPD), der von dem „verhassten Deutschen“ als Feindbild jugendlicher Migranten und von sogenannten Überfremdungsgefühlen der Deutschen sprach. Im Zentrum seiner Erzählung stand ebenfalls das Verschwinden des Schweinefleischs von Imbissen und ein „Kartell aus ideologischen Linkspolitikern [und] Gutmenschen“, die Kritiker mundtot machten. Sowohl in der bürgerlichen Presse als auch im Rechtsextremismus erfuhren Schröder und Buschkowsky großen Zuspruch.

In den Jahren danach wurde der Begriff in Politik und Medien weiter vereinzelt verwendet.